# 南波杏
南波 杏（なんば あん、1984年3月7日 - ）は、日本の元AV女優。長崎県生まれ、群馬県育ち。イオンプロモーション所属。
AVデビュー前は小春日和の芸名でお菓子系アイドルとして活動していた。
祖母がハーフであり、わずかにオランダ人の血を引いているという。

## 略歴
bejeanのグラビアで初ヌードを披露、2002年10月のAVデビューより、アダルトビデオメーカー「MOODYZ」専属。2003年度、2004年度、2005年度と3年連続でMOODYZ大賞・最優秀女優賞（最も年間セールスが多かった女優に贈られる）を獲得するなど、MOODYZ史上最も人気の高かった女優である。
芸名は「No.1（ナンバーワン）」をもじって付けられた。2005年 - 2007年の3年間にわたってAV女優別売り上げランキングでNo.1を獲得し（DMM調べ）、その芸名に恥じない活躍をした。
デビュー当時は、メロン記念日の柴田あゆみに容貌が酷似していると評判になった。
2005年7月リリースの『接吻・痴女・ふたなり・密室』で同一メーカー50作品連続リリースを達成。2005年10月からはアウトビジョン（北都）グループの他メーカーの作品にも出演するようになった。また、AV女優のみならず、ゲームライターやアイドルグループ中野腐女子シスターズの一員などとしても活動していた。
2007年12月22日、自身のブログ（引退後に閉鎖）で2008年3月1日に発売される101作目の出演を最後に引退することを発表。2012年現在、表舞台に出ることはないが、AV女優専門キャバクラにゲスト出勤するなど業界につながりを持った位置にいることが確認されている。
アダルトビデオ30周年記念企画（AV30）として2012年1月5日から2月29日まで行われた人気投票で11位に選ばれている。

## 趣味
公式ブログではゲーム関連記事が多く、ゲーマーとしても知られていた。PlayStation 2、ニンテンドー ゲームキューブ、ゲームボーイアドバンス、ニンテンドーDS、PlayStation Portable、PSX、Xbox 360を所有している。『どうぶつの森』では「なんば村」を開村。クラブニンテンドーはプラチナ会員である。そのゲームに懸ける想いは非常に熱く、例えば発売が日本より2週間ほど早いWiiを求めて「準備なしに勢いで」ニューヨークまで買いに行って行列に並んだなど、いくつもの逸話を持つ。
ゲーム雑誌『CONTINUE』（太田出版刊）にて、コラム「スペース杏ベーダー」を2008年2月15日発売の38号まで連載していた。また、2007年9月25日から2008年4月1日まで、「Game Lover 100人委員会」でもブログを連載していた。
公式ブログでは読書関連の記事も多い。特に島田荘司のミステリー「御手洗潔シリーズ」が気に入っており、同シリーズは文庫版で900ページ以上ある作品が多いが、そのほぼ全作を読破している。その情熱は島田に伝わり、2005年8月5日には対面を果たした。その後、2013年現在もともにUFCを観戦するなど交遊は続いている。

## 出演作品

### アダルトビデオ（撮りおろし作品のみ）
※ 特記のない場合すべてMOODYZよりリリース

#### 2002年
- Number.1!　（10月1日）
- 愛しの美少女　（11月1日）
- CP7 コスプレセブン　（12月1日）

#### 2003年
- 淫らな杏はいかがですか?　（1月1日）
- 犯された南波杏〜AVアイドル・レイプ事件簿〜　（2月1日）
- 最高のオナニーのために　（3月1日）
- ドリームウーマンVOL.13　（4月1日）
- デジタルモザイクVol.011　（5月1日） - 2003年MOODYZ大賞。
- 南波杏性的改造計画　（6月1日）
- 初めてのアナル　（7月1日）
- ドリーム学園7　（8月1日）
- レズ解禁　（8月1日）
- 愛奴る露出Vol.1　（9月1日）
- Only One　（10月1日）
- 過激美少女の黒人とセックス　（10月1日）
- ザーメンチャンピオンカーニバル 【シングル戦】　（11月1日）（注）
- ザーメンチャンピオンカーニバル 【スペレズタッグ戦】　（11月1日）（注）
- ぶっかけ中出しアナルFUCK!　（12月1日）
- 僕だけの南波杏　（12月15日）

#### 2004年
- 大人の保育園 　（1月15日）
- 接吻妄想劇場　（2月15日）
- Sex On The Beach 5　（3月1日）
- 地上最後の楽園 風俗島　（3月15日）（注）
- Mの受難　（4月15日）
- 地上最後の楽園 風俗島おもわず120分延長プレイ　（5月1日）（注）
- アメリカンハードコア5　（5月15日）
- Wcast　（6月1日）
- 恥丘覚醒　（6月15日）
- 杏は隣の若奥様　（7月15日）
- 続・犯された南波杏 清純派ナース・白衣の汚辱　（8月1日）
- 淫語痴女 挑発上手いたずら淫語姫　（8月15日）
- 性M女・狂喜の館 背徳アナルの栄え　（9月1日）
- 黒人と痴女と乱交　（9月15日）
- 南波杏の妄想ホスピタル　（10月1日）
- 使い捨てM奴隷12　（10月15日）
- 淫謀痴女大統領　（11月1日）（注）
- 黒人中出し、デジタルモザイク　（11月15日）
- 南波杏の解体新書　（12月1日）
- 変態大統領の凌辱ハーレム　（12月15日）（注）
- 僕だけの南波杏2 〜杏ちゃんに甘えてほしいっ!〜　（12月15日）

#### 2005年
- 単体女優がザーメン食べた 男汁バイキング　（1月1日）
- 年下のお母さん/南波杏画報　（1月15日）
- ハレンチ教室杏先生　（2月1日）
- ボクの会社の舐めまくりO L（2月15日）
- 僕のご主人様? 南波杏　（3月1日）
- ご奉仕デリバリー　（3月15日）
- 杏はボクのお嫁さん 〜甘くてエッチな結婚性活〜　（4月1日）
- 蔵の中 〜あの世とこの世がまぐわるエロス〜　（4月15日）
- 痴女淫フライト!! 〜杏の発情スッチー物語〜　（5月1日）
- 美女とブ男2　（6月1日）
- ハイパーデジタルモザイク　（6月1日）
- 僕だけの南波杏3 〜杏が何でもしてアゲル〜　（6月13日）
- 接吻・痴女・ふたなり・密室　（7月1日）
- 拘束トランス BEST 辻めぐ、鈴木麻奈美、小川音子、井上雅、野々宮りん、南波杏、森下理音、小泉キラリ、稲葉みさき、遥優衣、萩原めぐ　（7月1日、MOODYZ）
- 南波杏の最高級ソープ嬢V.I.P.　（7月13日）
- ボクだけに優しいセックス ONE&ONLY　（8月1日）
- 義理の兄妹　（8月13日）
- 最高のオナニーのために スペシャルエディション　（9月1日）
- Love 杏 Limited　（9月1日） ※総集編
- おねえちゃんといっしょ。 〜杏の弟になりたいっ!〜　（9月13日）
- Wキャスト　（10月13日）
- ケツガッチン アナル中出し淑女　（10月25日、OPERA）
- 南波杏 超アップの世界DX　（11月13日）
- デジタルエロ本　（11月19日、クロス、監督:松嶋クロス）
- 密室イラマチオ　（12月1日）
- 超絶ローション ヌルベッチョ!2　（12月25日、OPERA）

#### 2006年
- コスプレ20　（1月13日）
- デジタルモザイクアクアSEX　（1月19日、クロス、監督:インジャン古河）
- 淫習の学園2 暴虐の系譜　（2月7日、アタッカーズ）
- 甘酸っぱいセックス　（2月13日）
- 帰ってきた大人の保育園　（3月13日）
- 激エロ天使　俺たちの聖体　（3月25日、OPERA）
- ギャップFUCK　（4月13日）
- 極太FUCK　（5月13日）
- under girl プライドと本音とAV女優　（5月27日、VIVAバサラ）※インタビュー作品
- 夢の二股生活　（6月13日）
- R-杏　（7月13日）
- 公然輪姦　（8月13日）
- ウルトラデジモde南波杏を完全攻略　（8月19日、クロス、監督:ザック荒井）
- 無限中出しSpecial　（9月1日）
- 屈辱の同性愛 輪姦アヌス凌辱　（9月19日、クロス、監督:ドラゴン西川）
- 痴漢犯罪5現場　（10月1日）
- 10種類の職業制服コスプレ痴女　（10月19日、クロス、監督:ドラゴン西川）
- 激ピストン　（2006年11月1日）
- 杏-P 南波杏初セルフプロデュース　 （11月13日）
- 拷問くらぶ　（12月13日）

#### 2007年
- 淫靡な未亡人　（1月1日）
- 強姦魔 美女穴ねらい2　（1月25日、OPERA）
- 究極3P×4本番　（2月1日）
- 女怪盗 女豹5 女豹と女豹ハンター　（2月7日、アタッカーズ）
- 痙攣ドラッグ電マ失禁FUCK!　（3月13日）
- プレミアム・ビューティー 南波杏＆寧々　（4月7日、プレミアム）
- 潮吹き倶楽部　（4月13日）
- 帰ってきたハレンチ杏先生　 （5月13日）
- M男イカセ絶頂31発!!　（7月13日)
- 黒人7本番 （9月13日）
- 完全貸切! 南波杏がイクッ! バコバコ温泉バスツアー!!　（10月13日）

#### 2008年
- DIGITAL CHANNEL DC46　（2月1日、アイデアポケット）
- 過激!!ノンストップLIVE -エンドレスファッカー-　（2月1日、ANIMALIJO）
- 夫の目の前で犯されて― 貞淑妻の壊されたアナル-　（2月7日、アタッカーズ）
- ハーレム・オブ・アマゾネス　（2月7日、プレミアム）
- 引退×ハイパー×ギリギリモザイク ハイパーギリギリモザイク　（2月19日、エスワン）
- 顔射ぶっかけゴックン潮吹き大噴出レズビアン　（2月19日、クロス）
- 最初で最後の南波杏&トリプルシーメール大乱交OPERAスペシャル　（2月25日、OPERA）
- 永遠に僕だけの南波杏（※通常版）　（3月1日）

（注）MOODYZ公式ディスコグラフィーによると、『ザーメンチャンピオンカーニバル』の「【シングル戦】」と「【スペレズタッグ戦】」、『地上最後の楽園 風俗島』と『地上最後の楽園 風俗島おもわず120分延長プレイ』、『淫謀痴女大統領』と『変態大統領の凌辱ハーレム』は合わせて1作品とカウントしており、このリストでは53番目の『接吻・痴女・ふたなり・密室』が50作品目となる。

### ゲームソフト
- 南波杏のコスプレときめき野球拳!（PSP）（2006年7月28日、GBTピクチャーズ）
- 南波杏のコスプレときめき野球拳!（DVDPG）（2006年7月28日、GBTピクチャーズ）
- オールスター野球拳（PSP）（2006年12月14日、GBTピクチャーズ）
- オールスター野球拳ブルーレイディスク（2006年12月14日、GBTピクチャーズ）

### テレビ番組
- 特命係長 只野仁（3rdシーズン） 最終回（第31話）（2007年3月16日、テレビ朝日）
- エロパラNight - アシスタント（GyaO）
- はなわレコード“中野腐女子シスターズ”（GyaO）
- Peach-Pit 桃のたね（MONDO TV）
- 美女と湯めぐり（旅チャンネル）

### ラジオ番組
- JUNK2エレ片のコント太郎（2007年8月22日、TBSラジオ）

### 成人映画
- 揺れる電車の中で 若妻の焦らされた秘肉(2006年、ビーエムドットスリー)
- 熟女医 極秘裏治療（2007年、ケイエスエス）

### オリジナルビデオ
- under girl プライドと本音とAV女優（2006年、ワタナベカズユキ監督）ドキュメンタリー作[6]

### CM
- 艾洛維檸檬伏特加（台湾の酒のCM）